# Kirsten Nilsson

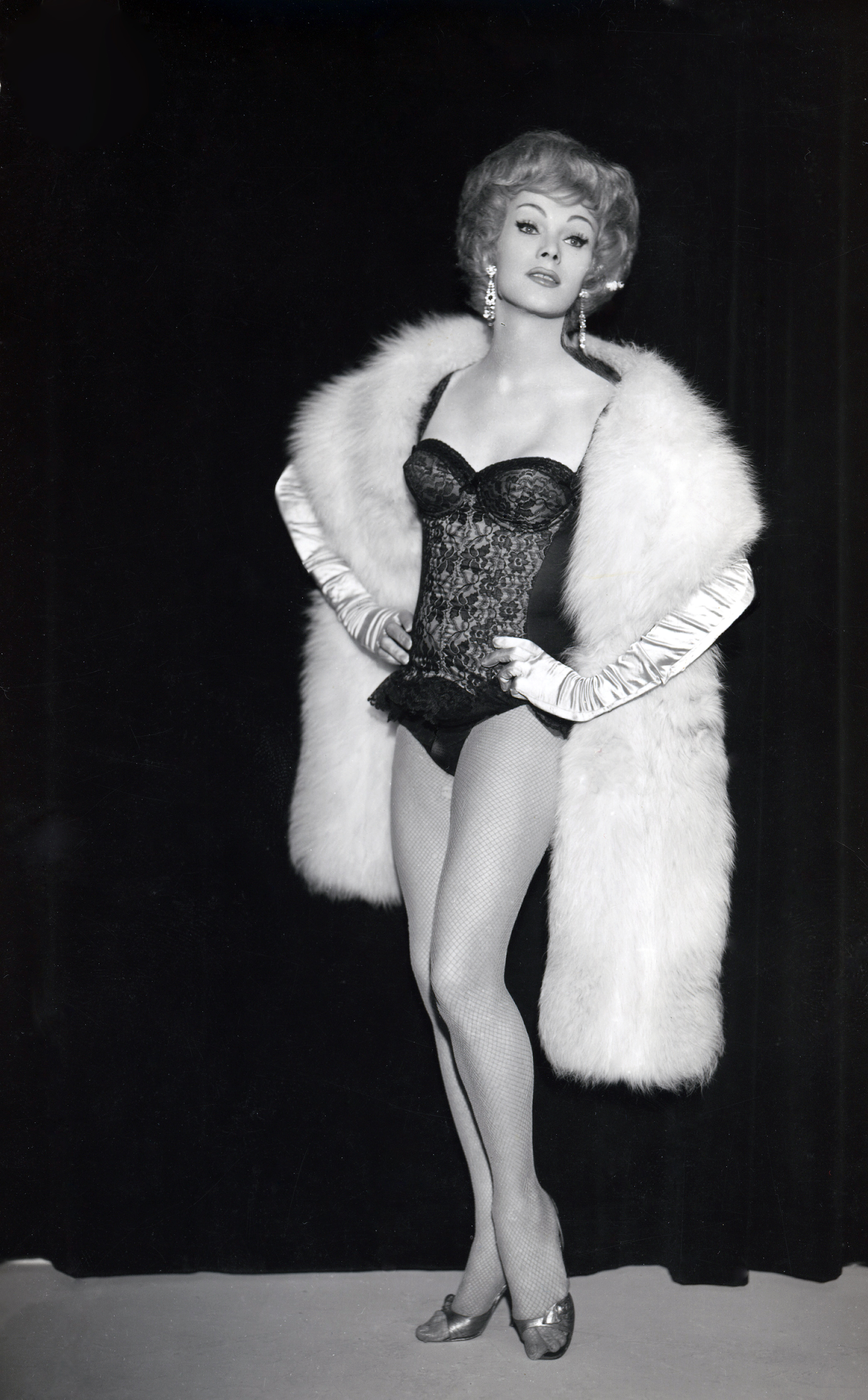
Kirsten Nilsson (um 1968)

Kirsten Nilsson (* 25. März 1931 in Voigtsdorf, Mark Brandenburg, als Karl Erick Böttcher; † 12. Juli 2017 in München) war eine transsexuelle Bühnenkünstlerin und Sexarbeiterin.

## Leben
Kirsten Nilsson wurde 1931 als Karl Erick Böttcher in der Mark Brandenburg in Vorpommern geboren. Nach der Flucht mit der Familie 1945 aus Küstrin nach Oberbayern lernte sie Damenfriseur in Rosenheim und Kostümschneider in München und studierte Schauspiel und Tanz. Sie arbeitete bei Zirkussen in der Schweiz und England, bevor sie Ende der 1950er-Jahre begann, als „Damenimitator“ aufzutreten (vergleiche Transvestitismus).
Kirsten hielt sich zunächst für homosexuell, erkannte jedoch bereits 1952 durch die mediale Aufmerksamkeit um die Amerikanerin Christine Jorgensen ihreTranssexualität. 1964 unterzog sie sich als einer der ersten Menschen in Deutschland in Casablanca (Marokko) der damals noch illegalen geschlechtsangleichenden Operation, um auch äußerlich weiblicher auszusehen. Sie setzte 1966 in Berlin-Schöneberg eine Vornamensänderung zu Kirsten durch und wurde offiziell als Frau anerkannt. Kirsten arbeitete auf den Bühnen der Hamburger Erotik-Clubs in St. Pauli in Hamburg, u. a. im Salambo. Ihre Auftritte verarbeitete Johannes Mario Simmel in seinem Roman Der Stoff, aus dem die Träume sind.
Kirsten Nilsson avancierte in den 1970er-Jahren selbst zur Besitzerin verschiedener Striplokale in der norddeutschen Provinz. Sie war zweimal verheiratet und schaffte es als Sex-Star bis in die Bildzeitung. Sie arbeitete als selbständige Sexarbeiterin in der Schweiz, bis ein Magendurchbruch ihrer Karriere 1979 ein Ende bereitete. Nach einer Umschulung zur Altenpflegerin und der Frühpensionierung engagierte sie sich mit Vorträgen bei Viva TS e.V., Trans Hilfe München. Bis kurz vor ihrem Tod war sie als Sprecherin in ihrem Seniorenwohnheim aktiv. Ihre Memoiren wurden 2017 im Forum Queeres Archiv München veröffentlicht; der Künstler Philipp Gufler widmete ihr 2018 einen Siebdruck auf Stoff Quilt #19 (Kirsten Nilsson).

## Veröffentlichungen
- Kirsten Nilsson: Vom Hitlerjungen zur Domina: Ein transsexuelles Leben im 20. Jahrhundert. Herausgegeben und mit einem Nachwort versehen von Linda Strehl. Forum Homosexualität München, München 2017, ISBN 978-3-935227-20-9.